# Transición de fase cuántica
En física, se dice que ocurre una transición de fase cuántica o un punto crítico cuántico cuando el estado fundamental de un sistema reticular experimenta un cruce de niveles o «punto no analítico», incluyendo el caso límite que se puede encontrar al extender un cruce evitado a un número infinito de sitios. A diferencia de la transición de fase termodinámica, el parámetro crítico que domina la transición de fase cuántica no es la temperatura, sino una constante de acoplamiento adimensional entre los sitios de la retícula.
Como parámetro de orden se pueden utilizar la diferencia de energía {\displaystyle \Delta } a la que se encuentra un cambio cualitativo de la naturaleza del estado, si el espectro de niveles es continuo —o, si la hay, la banda prohibida— o bien el inverso de una escala de longitud {\displaystyle \xi } relacionada con correlaciones entre diferentes sitios de la red en el estado fundamental. En general, se encuentra que
{\displaystyle \Delta \simeq J\cdot |g-g_{c}|^{z\nu }}
{\displaystyle \xi ^{-1}\simeq \Lambda \cdot |g-g_{c}|^{\nu }}
, donde J es la escala de energías del acoplamiento microscópico característico, {\displaystyle \Lambda } es una escala de longitud inversa del orden del espaciado reticular, gc es el valor del parámetro crítico g en el que se encuentra la transición de fase cuántica y z y {\displaystyle \nu } son exponentes críticos. Estos exponentes en general son universales, esto es, algunos sistemas con distintos detalles microscópicos pueden tener en común estos exponentes y por tanto los resultados de uno de ellos pueden ser renormalizados para describir a los demás.
Este tipo de transición de fase fue estudiado en los años 1970 para sistemas sencillos, como el modelo de Ising en presencia de un campo magnético transversal, y los avances más importantes se hicieron empleando modelos de electrones independientes. Más recientemente, se ha trabajado en el estudio de transiciones de fase cuánticas mediante modelos que sí consideran la interacción interelectrónica. Se ha alegado que el estudio de las transiciones de fase cuánticas aporta una herramienta útil en el estudio del problema de los muchos cuerpos en interacción, puesto que las formas más habituales de abordar estos problemas se basan en perturbar casos límites en los que el acoplamiento es o bien muy fuerte o bien muy débil, mientras que las transiciones de fase cuánticas ocurren precisamente a un acoplamiento intermedio.